# Ackmenischken (Juckstein)
Ackmenischken war vor 1945 ein Vorwerk des Gutes (und der späteren Landgemeinde) Juckstein (heute russisch: Kraineje) im ostpreußischen Kreis Ragnit (1922 bis 1945: Landkreis Tilsit-Ragnit). Seit 1946 gehört das Gebiet zur Oblast Kaliningrad (Gebiet Königsberg (Preußen)) und liegt heute im Rajon Krasnosnamensk (Kreis Lasdehnen, 1938 bis 1946 Haselberg). Ackmenischken selbst existiert nicht mehr. 
Das Vorwerk lag am südlichen (linken) Ufer des Memel-Nebenflusses Scheschuppe an der Straße von Ragnit (heute Neman) nach Pillkallen (heute Dobrowolsk, Regionalstraße 27A-025 (ex R508)).
Der Name Ackmenischken beschreibt steiniges Gelände. Er leitet sich von prußisch akmenis für Stein, Felsen, Gestein, Brocken bzw. von kurisch akmins für Stein ab.
Ursprünglich war Ackmenischken wohl eine königliche Domäne, kam dann in den Besitz der Herren von Groeben. Seit 1907 existierte auch eine Ziegelei. In Ackmenischken stand eine einklassige Schule.
Der kleine Ort gehörte zum Kirchspiel der Kirche Groß Lenkeningken (1938 bis 1946: Großlenkenau, russisch: Lesnoje), zuletzt zur Diözese Ragnit im Kirchenkreis Tilsit-Ragnit innerhalb der Kirchenprovinz Ostpreußen der Kirche der Altpreußischen Union gehörig.